# Giulio Aquili
Giulio Aquili, noto in Spagna come Julio de Aquiles (Roma, ... – Úbeda, 1556), è stato un pittore italiano attivo in Spagna durante il Rinascimento.
Era nipote del pittore Antoniazzo Romano (Antonio Aquili). 

## Biografia
Giulio si formò presso la bottega reatina del padre Marcantonio e poi presso Giovanni da Udine, collaboratore di Raffaello Sanzio, nelle grottesche delle Logge Vaticane.
La sua presenza in Spagna, assieme al pittore di origine lombarda (forse di Lugano) Alessandro Mayner (o Maina), è legata alla volontà del segretario dell'imperatore Carlo V, Francisco de los Cobos y Molina, di decorare i suoi palazzi di Valladolid e Úbeda (Jaén), all'epoca in costruzione secondo il progetto di Luis de Vega.
La prima notizia di Aquili in Spagna è del 1533 a Valladolid, quando viene incaricato di periziare - assieme ad Andrea de Naxera - il retablo maggiore della chiesa di San Benito al Real realizzato da Alonso Berruguete.
Attorno al 1537 è documentata la sua presenza alla decorazione delle grottesche del Tocador de la Reyna dell'Alhambra, su commissione imperiale per il tramite di Francisco de los Cobos. La sua presenza all'Alhambra è documentata fino al 1546, quando reclamerà il pagamento di alcuni affreschi realizzati nella cosiddetta Stufa della regina. Tale importante incarico è ulteriormente documentato dal trattatista Francisco Pacheco.
Giulio Aquili risulta per la prima volta come abitante di Úbeda nel gennaio 1550, anche se il suo soggiorno in città risale forse al 1545. A Úbeda si costruì una seconda casa presso il quartiere di Santa Maria, su progetto di Andrés de Vandelvira - personaggio che risiedeva all'Alhambra e che commissionò a Pietro Raxis il vecchio il retablo maggiore di Alcalá la Real - dove risiedette fino alla sua scomparsa.
Grazie al suo testamento, datato 18 giugno 1556, sappiamo che era sposato con Isabel de Monzón, dalla quale ebbe sette figli: Jerónima, Juana, Antonio (pittore anch'egli), Faustina, Luis, Lucía e Valentina. Fu sepolto nella scomparsa parrocchia di Santo Tomás.
A Úbeda Aquili realizzò gli affreschi del Palazzo di don Francisco de los Cobos e quelli della Cappella del Cameriere Vago nella chiesa di San Paolo. Oltre questi incarichi, realizzò il retablo della Cappella del Deán Ortega nella chiesa di San Nicolás, il retablo del Mayor de Zambrana, il retablo della Cappella dei Segura nella Chiesa di Santo Tomás, e altre opere, alcune delle quali rimaste incompiute alla sua morte. Fuori Úbeda, Giulio realizzò il retablo maggiore di Santa María di Torreperogil e quello della parrocchia di Segura de la Sierra. Gli si attribuisce anche il disegno di alcuni cartoni per l'elaborazione delle vetrate della cattedrale di Granada.